# Con destino a la Luna
Con destino a la luna (en inglés: Destination moon; pronunciado /ˌdɛstəˈneɪʃən ˈmun/) es una película estadounidense estrenada en 1950, del género de ciencia ficción, producida por George Pal y dirigida por Irving Pichel. Esta fue protagonizada por John Archer, Warner Anderson, Tom Powers y Dick Wesson. La película narra la historia del primer alunizaje de la humanidad, planeado por un equipo compuesto por un científico espacial, un general del ejército estadounidense y un fabricante de aviones.

## Argumento
La película narra la historia del primer alunizaje de la humanidad, planeado por un equipo compuesto por un científico espacial, un general del ejército estadounidense y un fabricante de aviones. A lo largo de la trama, se enfrentan a desafíos técnicos y logísticos para llevar a cabo la misión, sin encontrar extraterrestres. La película destaca por su enfoque realista y científico, anticipando las tensiones de la Guerra Fría con una referencia velada a la URSS, sugiriendo que la carrera espacial también tiene una dimensión política y militar.
Con destino a la Luna es ampliamente reconocida como la obra inaugural de la era clásica del cine de ciencia ficción de los años cincuenta. Su impacto en el desarrollo del género fue significativo, al establecer un modelo narrativo que priorizaba el realismo y el rigor técnico por encima de los convencionalismos del cine de explotación o la tradición pulp. La combinación de un estilo quasi-documental, una trama madura y efectos especiales innovadores —galardonados con el Premio Óscar en 1951— contribuyó a dotar a la exploración espacial de una verosimilitud que sería replicada en producciones posteriores.
El éxito moderado de Con destino a la Luna influyó en la proliferación de películas de ciencia ficción durante la década, al demostrar la viabilidad comercial del género cuando se abordaba con un enfoque serio. Aunque el cine de ciencia ficción experimentó una transformación en las décadas siguientes, esta película se mantiene como un referente fundamental en la evolución del género, al inaugurar una nueva etapa en la representación cinematográfica de la exploración espacial y la especulación científica.

## Reparto
- John Archer como Jim Barnes.
- Warner Anderson como Dr. Charles Cargraves.
- Tom Powers como el General Thayer.
- Dick Wesson como Joe Sweeney.
- Erin O'Brien-Moore como Emily Cargraves.

## Desarrollo de la cinta
Antes de esta cinta, habían muy pocas películas serias de ciencia ficción. Frau im Mond de 1929, Frankestein de 1931 y Things to Come de 1936 eran de los pocos ejemplos existentes; aunque contenían algunos elementos de fantasía. 

## Producción
George Pal quería incursionar en la producción de películas. Así que convenció a Eagle-Lion Films para coproducir dos cintas en las que el aportaría la mitad del presupuesto. Eagle-Lion vio grandes posibilidades para promocionar una cinta sobre una expedición a la Luna. Anunciaron la película tanto en revistas generales, como en revistas de ciencia ficción, enfatizando el uso de consultores expertos y tecnología Technicolor.
Pal encargo al guion a James O'Hanlon y Rip Van Ronkel, pero este terminó siendo revisado por Robert A. Heinlein; quien también se desempeñó como asesor técnico de la película. Ciertos elementos de su novela juvenil Rocket Ship Galileo se adaptaron en la cinta. Además Heinlein publicó una novelización del guion.

## Recepción
Arthur C. Clarke comento: «Esta es una película extraordinaria, emocionante y a menudo muy hermosa, la primera expedición al espacio en Technicolor. Después de años de tratar los viajes interplanetarios en forma de tira cómica, Hollywood por fin ha realizado una película seria y científicamente precisa sobre el tema, con la plena colaboración de astrónomos y expertos en cohetes. El resultado está a la altura del enorme esfuerzo que evidentemente se ha hecho y es un tributo al igualmente evidente entusiasmo de los responsables».

## Legado
Tras el éxito de la película, esta contó con una novelización a cargo del mismo Heinlein y fue adaptada en formato cómic en Strange Adventures número 1 por DC Comics con guion de Garner Fox y dibujo de Curt Swan.